# Félix Fernández (acteur)
Pour les articles homonymes, voir Félix Fernández.
Félix Fernández (né le 21 septembre 1897 à Oviedo et mort le 4 juillet 1966 à Madrid) est un acteur espagnol.

## Filmographie partielle
- 1948 : Poignard et Trahison de Juan de Orduña
- 1950 : Agustina de Aragón de Juan de Orduña
- 1953 : Ce couple heureux (Esa pareja feliz) de Luis García Berlanga et Juan Antonio Bardem
- 1957 : Ángeles sin cielo de Sergio Corbucci et Carlos Arévalo
- 1957 : Le Destin d'un enfant (El maestro) d'Aldo Fabrizi et Eduardo Manzanos Brochero
- 1957 : Les Jeudis miraculeux (Los jueves, milagro) de Luis García Berlanga
- 1958 : L'Homme en culottes courtes (L'uomo dai calzoni corti) de Glauco Pellegrini
- 1958 : Le Rossignol des montagnes  (El ruiseñor de las cumbres) d'Antonio del Amo
- 1960 : Carmen de Grenade  (Carmen la de Ronda) de Tulio Demicheli
- 1961 : Mon ami Josélito  (Bello recuerdo) d'Antonio del Amo
- 1961 : Le Colosse de Rhodes de Sergio Leone
- 1962 : Deux contre tous (Due contro tutti) d'Alberto De Martino et Antonio Momplet
- 1962 : La Chevauchée des Outlaws (i pianeti contro di noi) de Romano Ferrara
- 1962 : Certains l'aiment noire (Vampiresas 1930) de Jesús Franco
- 1963 : Shéhérazade de Pierre Gaspard-Huit
- 1963 : L'Aigle de Florence de Riccardo Freda
- 1963 Le Bourreau de Luis García Berlanga
- 1964 : Tintin et les Oranges bleues de Philippe Condroyer, rôle du Professeur Tournesol